# Милош Цветић
Милош Цветић (Чуруг, 1845 – Београд, 1905) био је српски глумац и писац.

## Биографија
Завршио је три разреда основне школе у Чуругу, два разреда немачке основне школе и три разреда гимназије, и био шегрт у трговини, коју је убрзо напустио. Први пут је ступио на сцену 30. I 1862. у трупи Јована Кнежевића у Великој Кикинди. У СНП је био примљен 8. X 1862. и у њему је остао до 9. I 1863; после тога је са Стеваном Чекићем формирао путујућу позоришну дружину, а крајем 1863. прешао је у једну приватну позоришну трупу у Шапцу, где је остао до марта 1864, а од тада до 29. IV 1865. био је члан драмског ансамбла Позоришног одбора у Бгду. Када је тој дружини укинута државна субвенција, она је наставила да ради као приватна трупа кратко време у Бгду и гостујући у другим местима; до 29. III 1866. у њој се, с времена на време, појављивао и Ц. Од јуна 1866. поново је био члан СНП, а 15. IX 1866. је ангажован у ХНК Загреб, где је остао до краја марта 1869. као редован члан. У Загребу се, крајем 1868, оженио глумицом Маријом Голубић (Таубнер).
За редовног члана НП у Београду ангажован је 1. IV 1869; већ од пролећа 1871. Алекса Бачвански је почео да га уводи и у редитељске послове, али је тек 1. I 1875. био одређен да га замењује у свим дужностима редитеља и ту функцију је задржао до пензионисања. Статус сталног члана добио је 19. III 1879; пензионисан је 27. IV 1894. Од септембра 1894. поново је био члан (глумац и редитељ) ХНК у Згбу, у којем је 25. V 1895. последњи пут наступио пред публиком пре повратка у Београд, где је реактивиран као члан НП 21. XII 1899: појављивао се на београдској сцени у насловној улози у Дон Цезару од Базана, а 1. VIII 1900. постављен је за главног редитеља и директора позорнице. По други пут је, дефинитивно, пензионисан 15. II 1901. У НП у Бгду је прославио два јубилеја: 25-огодишњицу 19. XII 1887. у своме Немањи и 40-огодишњицу глумачког, 25-огодишњицу редитељског и 15-огодишњицу књижевног рада 10. I 1902. трећим чином Немање и Тодором од Сталаћа. Живот је завршио трагично: подлегао је повредама задобијеним од запрежних кола која су на улици налетела на њега. Српска влада одликовала га је Орденом Светог Саве IV реда (1887), Орденом Белог орла V степена (1901) и Орденом Светог Саве III реда (1902). Ц. је још у два маха преговарао да пређе у СНП: крајем септембра 1867. нудио се Ј. Ђорђевићу за глумца, а почетком 1892. био се споразумео са УО ДСНП да дође за управитеља српске народне позоришне дружине, али је доцније од тога одустао. У представама СНП наступао је од 1884. више пута као гост. За време оба своја боравка у СНП, још сасвим на почетку каријере, играо је углавном мање улоге. Захваљујући Адаму Мандровићу и, нарочито, А. Бачванском, и својој амбициозности, великој марљивости и изузетној вредноћи, успео је да се током каријере образује, глумачки изгради и пробије у прве редове београдског глумачког ансамбла. Био је типичан представник романтичарске глуме, патетичне, ношене јаким осећањима и успламтелом захукталошћу. Тумачио је најпре улоге трагичних љубавника а доцније хероје, и драмске и комичне карактере.
Написао је шест драма на теме из српске историје, по једну драму и комедију из грађанског живота и једну драмску алегорију; поред тога, објавио је једну приповетку, једну аутобиографску црту, један роман и неколико чланака о позоришту. У његовим драмама, прецењеним у своме времену, без књижевне вредности, присутни су одјеци тада већ превазиђеног романтизма: радња им је развучена, карактери нису до краја објашњени, сукоби недовољно мотивисани, а главна лица у њима говоре патетичне тираде, извештачено, срачунато да изазову утисак. У рукопису су му остали: драмска алегорија Три светла дана (написао заједно са Д. Брзаком, 1879), драма Родитељски греси (изведена 1898. у Згбу), две комедије преведене с немачког – једночинке Нема је А. Винтерфелда (1871) и Само не говорити К. Г. Штикса (1872). Роман Златно срце објављен му је у наставцима у подлистку „Београдских новина“, а чланци штампани у београдским и другим листовима и публикацијама. Драма Немања награђена је на натечају НП Београд (1000 динара у златницима), а трагедије Душан и Лазар наградила је Коларчева задужбина. Немања му је преведен и игран у Чешкој и Пољској. У СНП су извођене две његове историјске драме: Немања (1887-1901) и Душан (под насловом Цар Душан Силни, 1902-1905).
Српска влада одликовала га је Орденом Светог Саве IV реда (1887), Орденом Белог орла V степена (1901) и Орденом Светог Саве III реда (1902).
Био је редитељ и глумац Српског народног позоришта у Новом Саду, Хрватског народног позоришта у Загребу и Народног позоришта у Београду.
Написао је неколико историјских дела, као што су: Немања, драма, 1887; Душан, трагедија, 1889; Лазар, трагедија, 1889; О Гундулићевој прослави, 1893; Тодор од Сталаћа, трагедија, 1896; Браћа, комедија, 1899; Милош Велики, комад с песмом и свирком, 1901; Кара-Ђорђе, трагедија, 1904. године.